# XVII Governo Constitucional de Portugal
O XVII Governo Constitucional de Portugal (12 de março de 2005 – 26 de outubro de 2009) foi empossado pelo presidente da República Jorge Sampaio na sequência das eleições legislativas portuguesas de 2005, realizadas a 20 de fevereiro. Presidido pelo Primeiro-Ministro José Sócrates, dispunha de apoio parlamentar maioritário do Partido Socialista (PS). Cessou funções a 26 de outubro de 2009, na sequência do termo normal da X legislatura.

## Composição
A sua constituição era a seguinte:
Legenda de cores
| Cargo                                                                            | Detentor | Detentor                             | Detentor | Período                                       |
| -------------------------------------------------------------------------------- | -------- | ------------------------------------ | -------- | --------------------------------------------- |
| Primeiro-ministro                                                                |          | José Sócrates (1957–)                |          | 12 de março de 2005 a 26 de outubro de 2009   |
| Ministro de Estado e da Administração Interna                                    |          | António Costa (1961–)                |          | 12 de março de 2005 a 17 de maio de 2007      |
| Ministro da Administração Interna                                                |          | Rui Pereira (1956–)                  |          | 17 de maio de 2007 a 26 de outubro de 2009    |
| Ministro de Estado, e dos Negócios Estrangeiros                                  |          | Diogo Freitas do Amaral (1941–2019)  |          | 12 de março de 2005 a 3 de julho de 2006      |
| Ministro de Estado, e dos Negócios Estrangeiros                                  |          | Luís Amado (1953–)                   |          | 3 de julho de 2006 a 26 de outubro de 2009    |
| Ministro de Estado e das Finanças                                                |          | Luís Campos e Cunha (1954–)          |          | 12 de março de 2005 a 21 de julho de 2005     |
| Ministro de Estado e das Finanças                                                |          | Fernando Teixeira dos Santos (1951–) |          | 21 de julho de 2005 a 26 de outubro de 2009   |
| Ministro da Presidência                                                          |          | Pedro Silva Pereira (1962–)          |          | 12 de março de 2005 a 26 de outubro de 2009   |
| Ministro da Defesa Nacional                                                      |          | Luís Amado (1953–)                   |          | 12 de março de 2005 a 3 de julho de 2006      |
| Ministro da Defesa Nacional                                                      |          | Nuno Severiano Teixeira (1957–)      |          | 3 de julho de 2006 a 26 de outubro de 2009    |
| Ministro da Justiça                                                              |          | Alberto Costa (1947–)                |          | 12 de março de 2005 a 26 de outubro de 2009   |
| Ministro do Ambiente, do Ordenamento do Território e do Desenvolvimento Regional |          | Francisco Nunes Correia (1951–)      |          | 12 de março de 2005 a 26 de outubro de 2009   |
| Ministro da Economia e da Inovação                                               |          | Manuel Pinho (1954–)                 |          | 12 de março de 2005 a 6 de julho de 2009      |
| Ministro da Economia e da Inovação                                               |          | Fernando Teixeira dos Santos (1951–) |          | 6 de julho de 2009 a 26 de outubro de 2009    |
| Ministro da Agricultura, do Desenvolvimento Rural e das Pescas                   |          | Jaime Silva (1954–)                  |          | 12 de março de 2005 a 26 de outubro de 2009   |
| Ministro das Obras Públicas, Transportes e Comunicações                          |          | Mário Lino (1940–)                   |          | 12 de março de 2005 a 26 de outubro de 2009   |
| Ministro do Trabalho e da Solidariedade Social                                   |          | José António Vieira da Silva (1953–) |          | 12 de março de 2005 a 26 de outubro de 2009   |
| Ministro da Saúde                                                                |          | António Correia de Campos (1942–)    |          | 12 de março de 2005 a 30 de janeiro de 2008   |
| Ministro da Saúde                                                                |          | Ana Jorge (1949–)                    |          | 30 de janeiro de 2008 a 26 de outubro de 2009 |
| Ministra da Educação                                                             |          | Maria de Lurdes Rodrigues (1956–)    |          | 12 de março de 2005 a 26 de outubro de 2009   |
| Ministro da Ciência, Tecnologia e Ensino Superior                                |          | Mariano Gago (1948–2015)             |          | 12 de março de 2005 a 26 de outubro de 2009   |
| Ministro da Cultura                                                              |          | Isabel Pires de Lima (1952–)         |          | 12 de março de 2005 a 30 de janeiro de 2008   |
| Ministro da Cultura                                                              |          | José Pinto Ribeiro (1946–)           |          | 30 de janeiro de 2008 a 26 de outubro de 2009 |
| Ministro dos Assuntos Parlamentares                                              |          | Augusto Santos Silva (1956–)         |          | 12 de março de 2005 a 26 de outubro de 2009   |

### Secretários de Estado
Presidência do Conselho de Ministros
- Secretário de Estado Adjunto do Primeiro-Ministro: Filipe Baptista
- Secretário de Estado Adjunto e da Administração Local: Eduardo Cabrita
- Secretário de Estado da Presidência do Conselho de Ministros: Jorge Lacão
- Secretário de Estado do Desporto e Juventude: Laurentino Dias
- Secretário de Estado da Modernização Administrativa: Maria Manuel Leitão Marques

Ministério da Administração Interna
- Secretário de Estado Adjunto e da Administração Interna: José Magalhães
- Secretário de Estado da Administração Interna: Rui Sá Gomes
- Secretário de Estado da Proteção Civil: José Miguel Medeiros

Ministério dos Negócios Estrangeiros
- Secretário de Estado dos Negócios Estrangeiros e Cooperação: João Gomes Cravinho
- Secretário de Estado dos Assuntos Europeus: Teresa Ribeiro
- Secretário de Estado das Comunidades Portuguesas: António Braga

Ministério das Finanças, Economia e Inovação
- Secretário de Estado Adjunto e do Orçamento: Emanuel Augusto dos Santos
- Secretário de Estado do Tesouro e Finanças: Carlos Costa Pina
- Secretário de Estado dos Assuntos Fiscais: Carlos Baptista Lobo
- Secretário de Estado da Administração Pública: Gonçalo Castilho dos Santos
- Secretário de Estado Adjunto, da Indústria e Inovação: António Castro Guerra
- Secretário de Estado do Comércio, Serviços e Defesa do Consumidor: Fernando Serrasqueiro
- Secretário de Estado do Turismo: Bernardo Trindade

Ministério da Defesa Nacional
- Secretário de Estado da Defesa Nacional e Assuntos do Mar: João Mira Gomes

Ministério da Justiça
- Secretário de Estado Adjunto e da Justiça: José Manuel Conde Rodrigues
- Secretário de Estado da Justiça: João Tiago Silveira

Ministério do Ambiente e do Ordenamento do Território
- Secretário de Estado do Ambiente: Humberto Rosa
- Secretário de Estado do Ordenamento do Território e Cidades: João Ferrão
- Secretário de Estado do Desenvolvimento Regional: Rui Baleiras

Ministério da Agricultura, do Desenvolvimento Rural e das Pescas
- Secretário de Estado Adjunto, da Agricultura e Pescas: Luís Vieira
- Secretário de Estado do Desenvolvimento Rural e Pescas: Ascenso Simões

Ministério das Obras Públicas, Transportes e Comunicações
- Secretário de Estado Adjunto, das Obras Públicas e Transportes: Paulo Campos
- Secretário de Estado dos Transportes: Ana Paula Vitorino

Ministério do Trabalho e da Solidariedade Social
- Secretário de Estado da Segurança Social: Pedro Marques
- Secretário de Estado do Emprego e Formação Profissional: Fernando Medina
- Secretário de Estado Adjunta e da Reabilitação: Idália Moniz

Ministério da Saúde
- Secretário de Estado Adjunto e da Saúde: Francisco Ramos
- Secretário de Estado da Saúde: Manuel Pizarro

Ministério da Educação
- Secretário de Estado Adjunto e da Educação: Jorge Pedreira
- Secretário de Estado da Educação: Valter Lemos

Ministério da Ciência, Tecnologia e Ensino Superior
- Secretário de Estado da Ciência, Tecnologia e Ensino Superior: Manuel Heitor

Ministério da Cultura
- Secretário de Estado da Cultura: Paula Fernandes dos Santos

## Medidas e actos
- Em 2006 o governo concluiu um concurso público para a compra de aeronaves destinadas a substituir os CASA C-212 Aviocar da Força Aérea Portuguesa.  Decorrente deste concurso, o governo português comprou ao candidato vencedor, o consórcio europeu EADS CASA, 12 aeronaves modelo C-295M.  O contrato de aquisição foi feito no início de 2006, sendo da responsabilidade directa dos ministros Luís Amado e Fernando Teixeira dos Santos. A análise que o Tribunal de Contas realizou a este negócio chegou a conclusões descritas como muito graves, alertando para a complexidade do negócio que foi montado, notando que foram envolvidas empresas criadas especificamente com o propósito de serem intermediárias no negócio e permitirem a compra das aeronaves sob a forma de aluguer, aumentando assim o custo inicial de 275 milhões de euros para 390 milhões – mais 42% do que o acordado[2].
- Em 2007  o governo criou a Empresa de Meios Aéreos com o objectivo de dotar o Estado português de um dispositivo permanente de meios aéreos para a prossecução das missões públicas realizadas pelos diversos organismos do MAI.[3]  A operação da EMA resultou em prejuízos de milhões de euros em todos os anos da sua operação, com um conselho de administração com rendimento anual bruto de cerca de 280 mil euros e com dívidas a fornecedores que ultrapassam o 1 milhão de euros, dos quais 11 mil eram de combustível e o restante registado como "outros bens e serviços".[3]  O encerramento da Empresa de Meios Aéreos foi anunciado em 2011 no âmbito da reforma da protecção civil realizada pelo XIX Governo Constitucional de Portugal[4]